# خدری (ستوده)
خدری روستایی در استان سیستان و بلوچستان در ایران است.

## جمعیت
این روستا در دهستان تیمورآباد قرار دارد و براساس سرشماری مرکز آمار ایران در سال ۱۳۸۵، جمعیت آن ۳۰ نفر (۷خانوار) بوده‌است.